# Idiodes oberthuri
Idiodes oberthuri är en fjärilsart som beskrevs av Paul Dognin 1911. Idiodes oberthuri ingår i släktet Idiodes och familjen mätare. Inga underarter finns listade i Catalogue of Life.